# Joseca
José Carlos Ardaya (Santa Cruz de la Sierra, 4 de diciembre de 1992) es un cantante y compositor boliviano conocido artísticamente como Joseca. Con más de una década de trayectoria, ha consolidado su presencia en la escena musical boliviana con una serie de éxitos, tanto como solista como en colaboraciones con artistas como Duende, Andrés Barba, Magomán y Andy Aguilera, entre otros.

## Carrera Artística
Joseca inició su trayectoria musical actuando en bares y fiestas privadas, espacios donde consolidó su presencia escénica y exploró diversos géneros que combina elementos de la música tropical con estilos urbanos, reflejando su capacidad de adaptación y evolución artística.
Desarrolló su carrera alternando composiciones originales con reinterpretaciones de canciones de artistas reconocidos en el ámbito latinoamericano. Entre sus reediciones destacan versiones de temas del grupo ecuatoriano Tranzas, así como adaptaciones de obras de Alejandro Sanz, Julión Álvarez y Axel, integradas en su propuesta musical como parte de un enfoque que combina lo autoral con el homenaje a referentes del pop y la balada romántica.
En junio de 2021, junto al artista cruceño Viwenn lanzaron el sencillo Insomnio, una colaboración en ritmo de cumbia urbana impulsada por el sello Imperio Music Group. La producción musical estuvo a cargo del productor Hue, mientras que el lanzamiento incluyó un videoclip protagonizado por la modelo fitness Claudia Cantero.
En la edición 2022 de los Bolivia Music Awards, Joseca fue nominado en la categoría de Artista Masculino del Año y recibió el premio a Mejor Reedición por su interpretación de un enganchado de temas de la banda ecuatoriana Tranzas, donde reunió fragmentos de varias canciones emblemáticas del grupo en una sola pieza.
El videoclip Ni un segundo marcó la colaboración entre Joseca y el grupo Duende en 2023, combinando el estilo cumbiero del primero con una composición escrita por Morgan, vocalista de Duende. Originalmente concebida como reguetón, la canción fue adaptada al estilo cumbia por Joseca e incluida en su proyecto discográfico.
En marzo de 2025, Joseca oficializó su reencuentro profesional con Luis Vega, marcando el fin de una etapa de distanciamiento iniciada en 2023. Como parte de esta reconciliación, ambos artistas confirmaron una colaboración conjunta. Un mes después, el 10 de abril, presentaron el sencillo Basura, que fusionó el estilo “Modo Cumbia” característico de Joseca con la propuesta de “Puro Papel y Lápiz” de Vega.

## Vida personal
Es padre de dos hijos junto a su esposa, María José Paz. Su hija mayor, Valentina, nació en 2019, mientras que su segundo hijo, Santiago, nació el 3 de junio de 2024.
Desde 2021, ha desarrollado acciones solidarias vinculadas a la música en espacios de atención médica, como presentaciones acústicas para pacientes en tratamiento, con el objetivo de brindar acompañamiento emocional a través del arte.
Entre sus intereses personales, Joseca ha manifestado una afinidad por los videojuegos, temática que también se refleja en los tatuajes que lleva en el cuerpo. Ha señalado esta afición como una forma de canalizar el ocio de manera positiva, en contraste con otras influencias del entorno social.

## Discografía
Álbumes de estudio
- 2020: Live Session "Casa de la Cultura"
- 2021: Unplugged (Casa Grande)
- 2024: Live Samaipata

## Sencillos
- 2018: La medicina (ft. Majelo y On Ryo)
- 2018: Última Oportunidad (ft. Majelo)
- 2019: Mejor Solo
- 2019: Periódico de ayer
- 2020: Ese loco soy yo
- 2020: Ni un segundo
- 2020: Día tras día (ft. Santiago Lorca)
- 2021: Secretos (ft. Andres Barba)
- 2021: Insomnio (ft. Viwenn)
- 2022: Eng. Tranzas
- 2022: Yo no te olvido
- 2022: Eng. Alejandro Sanz
- 2023: No me acostumbro
- 2023: Ni un segundo (ft. Duende)
- 2024: Enganchado Axel
- 2025: Te hubiera dado mi vida (ft. Super Auto)
- 2025: Basura (ft. Luis Vega)

## Premios y nominaciones

### Bolivia Music Awards
| Año  | Categoría                        | Trabajo                   | Resultado | Ref.   |
| ---- | -------------------------------- | ------------------------- | --------- | ------ |
| 2022 | Reedición del año                | Enganchado Tranzas        | Ganador   | [ 6 ]  |
| 2022 | Artista masculino del año        | Él mismo                  | Nominado  | [ 6 ]  |
| 2023 | Reedición del año                | Enganchado Alejandro Sanz | Nominado  | [ 13 ] |
| 2023 | Mejor Colaboración Internacional | No sé olvidarte           | Nominado  | [ 13 ] |
| 2023 | Artista masculino del año        | Él mismo                  | Nominado  | [ 13 ] |
| 2024 | Reedición del año                | Enganchado Axel           | Nominado  | [ 14 ] |